# 久米站
久米站（日语：／ Kume eki */?）是位於日本愛媛縣松山市，隸屬於伊予鐵道橫河原線的鐵路車站。車站編號為IY15。本站現時為定點時間表內的列車交換站。

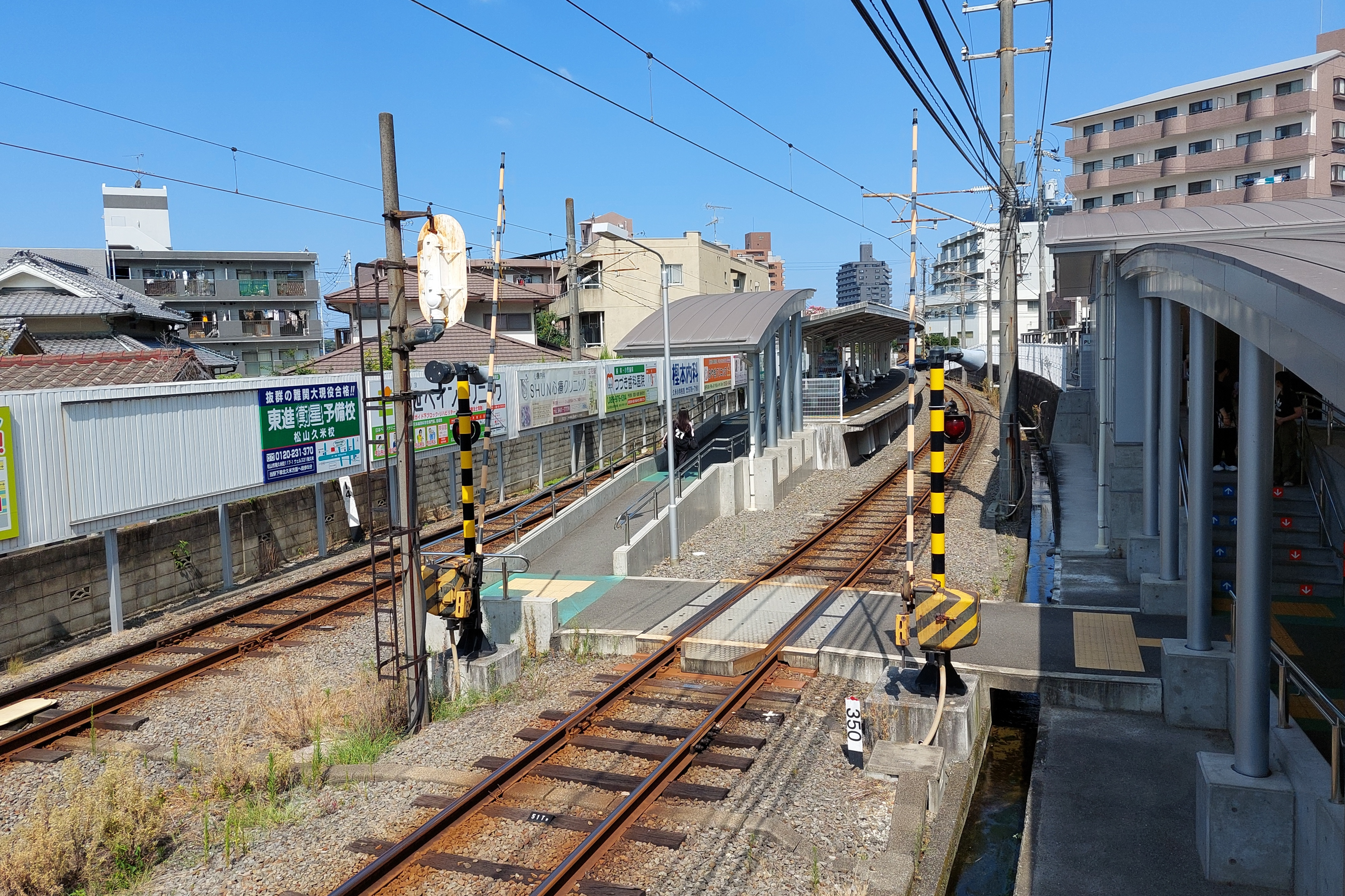
平交道與月台(2024年8月)

## 車站結構
此站的站房為兩層樓高的木製站房，並建於地台上。車站設施均集中在地下，二樓則不對外開放。地下左側前方為售票窗口、站務室及候車大廳，並設有LED顯示器提示列車及附近巴士的資訊；後方部份為洗手間及儲物室；右側前方為自動售票機、候車大廳及對應IC感應器的閘口。後方為收費區域，並採用開放式規劃，把該部份的牆身均全部拆去並加建梯級，使此處能由地台到達月台路面，再通過平交道及下行路軌後再到達月台。
站內設有島式月台1座，並提供1面2線的配置，有效長度為4輛，是其中一個在定點班次下進行交換列車的車站。出入口位於末端向鷹子站方向。因地形所限，本站並未加設無障礙通道。月台上設有候車座位及自動售賣機，皆集中在月台出入口一邊。全部月台均裝有上蓋，是沿線分站中極少見的配置。

### 月台配置
| 月台     | 路線      | 方向 | 目的地                        |
| -------- | --------- | ---- | ----------------------------- |
| 靠近站舍 | ■横河原線 | 下行 | 横河原方向                    |
| 遠離站舍 | ■横河原線 | 上行 | 松山市、直通■高濱線往高濱方向 |

## 歷史
- 1893年5月7日：開業。
- 1981年4月22日：為能容納4輛編成列車，車站重新設置，向松山市方向遷移約170米，並改為可交換車站。
- 2025年3月18日：伊予鐵內所有郊外鐵道線均可使用ICOCA及全國交通系IC卡[4][5][6]。

## 相鄰車站
伊予鐵道
■ 橫河原線
北久米（IY14）－久米（IY15）－鷹子（IY16）

## 外部連結
- 伊予鐵道久米站公式網頁。 （页面存档备份，存于）（日語）